# Kaltlichtquelle

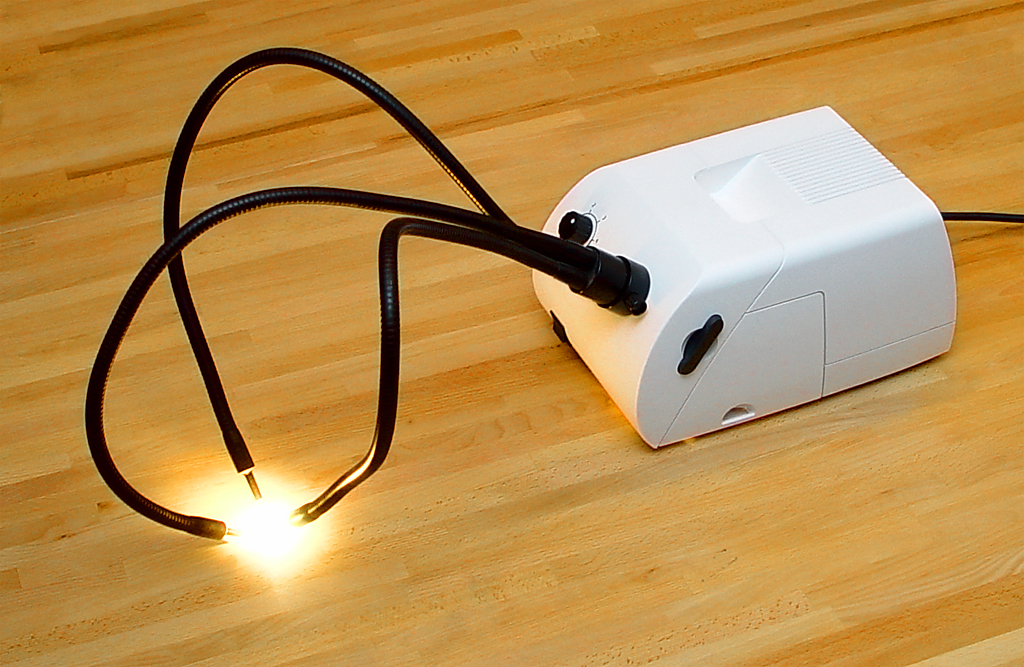
Kaltlichtquelle mit dreiarmigem Schwanenhals-Lichtleiter

Eine Kaltlichtquelle (engl. cold light source, cls) sendet Licht mit stark reduziertem Infrarotanteil aus. Sie findet in der Mikroskopie, in Endoskopen, Operationsmikroskopen und verschiedenen anderen medizinischen und optischen Geräten eine breite Anwendung, also überall dort, wo Licht sehr hoher Intensität im sichtbaren Spektralbereich benötigt wird, die Hitzeentwicklung einer gewöhnlichen Lichtquelle aber störend oder sogar schädlich wäre.
Die eigentliche Lichtquelle ist meist eine Halogen- oder Xenon-Lampe mit einem rotationselliptischen Reflektor. Er fokussiert das Licht oft auf ein Lichtleiterbündel. Erzeugt wird das Licht in einem Brenner genannten Glaskolben, der sich im zweiten Brennpunkt des Reflektors befindet. Der Lichtleiter (Glasfaserbündel) transportiert das Licht an den Ort, der beleuchtet werden soll.
Bereits der Reflektor besitzt oft eine Kaltlichtverspiegelung, das ist eine dichroitische Spiegelschicht, die nur sichtbares Licht reflektiert, infrarotes jedoch hindurchtreten lässt. Weitere Filter zwischen Lampe und Eingang des Lichtwellenleiters sorgen dafür, dass kein infrarotes Licht, oder (für einige Anwendungen wichtig) auch kein ultraviolettes Licht in den Lichtwellenleiter gelangt. Aufwendigere Kaltlichtquellen sind mit automatisch wechselbaren Filtern und in ihrem Lichtdurchlass variablen Blenden zur Steuerung der Helligkeit der Kaltlichtquelle versehen.
Lichtquellen zur Aushärtung photosensibler Harze in der Zahnmedizin übertragen jedoch gezielt den blauen Strahlungsanteil.
Ein schneller automatischer oder manueller Wechsel der Lampe gegen eine bereits eingebaute Ersatzlampe ist bei Operationsmikroskopen aus Sicherheitsgründen notwendig.
Die von der Lampe produzierte Wärme muss durch Konvektion oder einen Lüfter aus dem Lampengehäuse entfernt werden. Durch die dafür notwendigen Lüftungsöffnungen sollte kein Streulicht frei werden. Eine Kaltlichtquelle, die all diese Anforderungen erfüllt, ist ein aufwendiges und komplexes feinmechanisch-optisches Gerät.
Kaltlichtquellen sind oft als freistehende Tischgeräte ausgeführt. Es gibt aber auch Ausführungen, die als Zubehör an andere Geräte angesetzt werden. Auch die vollständige Integration in andere Geräte ist üblich.